# Rohtang La
Rohtang La (em hindi: रोहतांग दर्रा; que significa "pilha de cadáveres" em tibetano) é um passo de montanha no estado de Himachal Pradexe, noroeste da Índia. Situa-se a 3 978 metros de altitude, cerca de 50 km a norte-nordeste de Manali, na parte oriental da cordilheira de Pir Panjal, a qual faz parte dos Himalaias ocidentais. Por ali passa a autoestrada Manali–Leh e liga os vales de Kullu, Lahaul e Spiti.
O passo encontra-se na divisória de águas entre as bacias hidrográficas dos rios Chenab e Beás, marcando a fronteira natural entre o vale húmido de Kullu, predominantemente hindu em termos culturais e religiosos, a sul, e os vales de alta altitude áridos de Lahaul e Spiti, com cultura budista, a norte. No lado sul do passo, o rio Beás emerge de debaixo da terra e flui para sul. No lado norte, o rio Chandra, um afluente do Chenab, corre para oeste, vindo dos Himalaias orientais.

## Descrição
O passo só está aberto ao trânsito entre maio de novembro, devido à neve. Não é especialmente difícil de atravessar a pé, pelos padrões dos Himalaias, mas tem a merecida reputação de ser perigoso devido às imprevisíveis tempestades neve com muito vento.
Rohtang La situa-se numa antiga rota de comércio entre os dois lados do Pir Panjal. A estrada, uma das únicas duas que liga o Ladaque ao resto da Índia, entre Manali e Leh, é muito frequentada, onde os congestionamentos são frequentes, devido a ser uma estrada militar e ao grande número de veículos turísticos e de transporte, que circulam por um terreno difícil, com mau piso e em muitos pontos com neve e gelo. O trânsito intenso — em alguns dias, mais de 2 000 veículos passam em Rohtang — preocupa alguns ambientalistas, pelo impacto que pode ter no aumento da temperatura e consequente aumento da fusão dos glaciares e do caudal dos rios.

## Túnel de Rohtang
Devido à grande importância militar da estrada e à necessidade de a manter aberta todo o ano, em 2010 o governo indiano iniciou a construção de um túnel de 8,8 km para evitar o cruzamento do passo e dessa forma possibilitar uma ligação mais segura e mais rápida entre Manali e Keylong (60 km a noroeste de Rohtang), reduzindo esse percurso em 46 km e em cinco horas. Atualmente são precisas entre 4 e 6 horas para subir e descer o passo, enquanto que atravessar o túnel vai demorar cerca de 30 minutos. Inicialmente com abertura prevista para 2015, em maio de 2016 as obras estavam muito atrasadas e, se bem que a estimativa oficial apontasse para abir em 2019, alguns especialistas consideravam 2020 como uma data mais realista.